# Молдова (футбольный клуб, Боросений Ной)
«Молдова» (рум. Moldova Boroşeni) — ныне несуществующий молдавский футбольный клуб из села Новые Боросены. Клуб был основан в 1991 году, провёл три сезона в Национальном дивизионе чемпионата Молдовы. В сезоне 1992/93 «Молдове» удалось завоевать бронзовые медали первенства страны. В 1994 году клуб прекратил своё существование.

## Достижения
- Третье место в Чемпионате Молдовы (1): 1992/93